# Rodés (Rialb)
Rodés és un poble del terme municipal de Rialb, a la comarca del Pallars Sobirà. Pertanyia a l'antic terme de Surp.
Està situat a la riba esquerra de la Noguera Pallaresa, a una altitud de 1.089,8 metres. És un nucli format per un grup de cases (Casa del Sol, Casa Agustí, Casa Consolet, Casa Gep, Casa Vicent i Casa Canelo) i l'església parroquial de Sant Andreu, originalment amb un campanar quadrat de pedra que feia al temps funció de torre de guarda, i que fou substituït per un d'espadanya.
Es troba dins de l'antic terme del castell de Rodés, on hi ha restes del monestir de Sant Vicenç d'Oveix, antiga abadia benedictina, situada a prop de la Noguera Pallaresa. L'església parroquial del poble és dedicada a Sant Andreu.

## Etimologia
A partir de tres hipòtesis inicials, Joan Coromines conclou que si bé les tres són possibles, la més plausible és que el nom del poble provingui del mot català antic 'rodees, de la mateixa arrel que roda i rodet (de molí, tots dos). Les altres possibilitats són un antropònim germànic (Rothari) i el mot occità derivat de rutenis que dona el nom de la vila de Rodez.

## Geografia

### El poble de Rodés

#### Les cases del poble[2]
| - Casa Agneta - Casa Agustí - Casa Baró - Casa Batlle | * Casa del Sol - Casa Consolet - Casa Frare - Casa Gep | - Casa Malai - Casa Paucó - Casa Pinós | - La Rectoria - Casa Tomàs - Casa Toríbio | - Casa Tragó - Casa Vicent - Casa Violant |

## Demografia
| 1970 | 1981 | 1991 | 2000 | 2002 | 2007 | 2009 |
| ---- | ---- | ---- | ---- | ---- | ---- | ---- |
| 23   | 9    | 10   | 6    | 20   | 16   | 18   |

## Història

### Edat mitjana
L'abadia benedictina de Sant Vicenç d'Oveix,propera al riu, fou fundada molt probablement en temps de Lluís el Piadós (Lotari li concedí un privilegi d'immunitat i confirmació de béns el 834). El 868 es fusionà amb l'abadia de Sant Pere de les Maleses, però a la fi del segle X ja se n'havia separat i fou pres pels comtes de Pallars, que restituïren els seus béns davant el bisbe Ermengol el 1010. Encomanat a mitjan segle xi als bisbes d'Urgell, el 1100 fou unit a Gerri de la Sal i continuà com a filial d'aquest monestir fins al segle xv (el títol d'abat, només nominal, perdurà fins poc després del 1312).
Les restes de l'església són molt escasses.
Destaca també la Casa Baró, una obra popular del segle xi.

### Edat moderna
En el fogatge del 1553, Roders declara 7 focs laics, uns 35 habitants.

### Edat contemporània
Pascual Madoz dedica un article del seu Diccionario geográfico... a Rodés. Hi diu que és una localitat agregada a l'ajuntament de Surp, situada damunt d'una cinglera sobre la Noguera Pallaresa; la combaten tots els vents, en especial els del nord i de l'oest. El clima hi és fred, i s'hi pateixen inflamacions i pulmonies. Tenia en aquell moment 10 cases i l'església de Sant Vicenç, de la qual depèn la de Sant Romà de Tavèrnoles. Serveix la parròquia un rector de nomenament diocesà. Els veïns se servien de diferents fonts de l'entorn. A la part nord hi ha boscos poblats de pins. S'hi collia sègol, fenc, patates i mongetes. Hi havia caça de conills, llebres i perdius. Comptava amb 6 veïns (caps de casa) i 35 ànimes (habitants).
En l'actualitat hi ha explotacions ramaderes d'oví, boví i cavalls. Igualment hi ha un negoci de turisme rural a Casa Canelo.